# Iswestija-Pokal 1989
Der Iswestija-Pokal 1989 war die 23. Austragung des gleichnamigen Pokalwettbewerbs und wurde vom 16. bis 22. Dezember 1989 in Moskau ausgetragen.

## Spiele
| 16. Dezember 1989 | Finnland Erkki Lehtonen (2.) Raimo Helminen (15.) Kulonen (21.) | 3:5 (2:1, 1:1, 0:3) | Tschechoslowakei Josef Beránek (13.) Martin Hosták (31.) Petr Vlk (45.) Tomáš Sršeň (53.) Radek Kampf (60.) | Sportpalast Luschniki, Moskau Zuschauer: 6.000 |

| 16. Dezember 1989 | Schweden Johan Strömwall (12.) Anders Huss (60.) | 2:3 (1:0, 0:0, 1:3) | Kanada Todd Strueby (49.) Danny Gratton (52.) Steve Graves (54.) | Olimpijski, Moskau Zuschauer: 4.500 |

| 16. Dezember 1989 | UdSSR Andrei Tschistjakow Waleri Kamenski (2) Igor Maslennikow Anatoli Stepanischtschew Wladimir Tjurikow | 6:1 (3:0, 0:0, 3:1) Spielbericht | BR Deutschland Raimund Hilger | Sportpalast Luschniki, Moskau Zuschauer: 8.000 |

| 17. Dezember 1989 | Kanada | 2:2 (0:0, 0:2, 2:0) | BR Deutschland | Moskau |

| 17. Dezember 1989 | Tschechoslowakei | 0:0 (0:0, 0:0, 0:0) | Schweden | Moskau |

| 17. Dezember 1989 | UdSSR Wladimir Konstantinow Wladimir Malachow Igor Maslennikow Anatoli Semjonow Alexei Tkatschuk | 5:2 (3:0, 2:1, 0:1) Spielbericht | Finnland Kari Laitinen Reijo Mikkolainen | Moskau |

| 19. Dezember 1989 | Finnland | 9:2 (5:1, 2:1, 2:0) | BR Deutschland | Moskau |

| 19. Dezember 1989 | UdSSR Sergei Fjodorow Waleri Kamenski Andrei Chomutow (2) Dmytro Chrystytsch Igor Maslennikow | 6:1 (4:1, 0:0, 2:0) Spielbericht | Schweden Johan Strömwall | Moskau |

| 19. Dezember 1989 | Tschechoslowakei | 4:5 (1:2, 2:2, 1:1) | Kanada | Moskau |

| 20. Dezember 1989 | BR Deutschland | 3:2 (0:1, 1:1, 2:0) | Schweden | Moskau |

| 20. Dezember 1989 | Kanada | 1:2 (1:0, 0:1, 0:1) | Finnland | Moskau |

| 20. Dezember 1989 | UdSSR Andrei Tschistjakow Andrei Chomutow Alexei Tkatschuk | 3:4 (1:1, 2:2, 0:1) Spielbericht | Tschechoslowakei Jaroslav Kameš (2) Ladislav Lubina Radek Ťoupal | Moskau |

| 22. Dezember 1989 | Finnland | 5:1 (2:1, 1:0, 2:0) | Schweden | Moskau |

| 22. Dezember 1989 | BR Deutschland | 0:5 (0:2, 0:1, 0:2) | Tschechoslowakei | Moskau |

| 22. Dezember 1989 | Kanada | 0:8 (0:1, 0:2, 0:5) Spielbericht | UdSSR Wjatscheslaw Bykow Andrei Tschistjakow Waleri Kamenski Andrei Chomutow Dmytro Chrystytsch Igor Krawtschuk Alexei Tkatschuk Pawel Torgajew | Moskau |

## Abschlusstabelle
| Platz | Mannschaft       | Spiele | S | U | N | T     | P |
| ----- | ---------------- | ------ | - | - | - | ----- | - |
|       | UdSSR            | 5      | 4 | 0 | 1 | 28:08 | 8 |
|       | Tschechoslowakei | 5      | 3 | 1 | 1 | 18:11 | 7 |
|       | Finnland         | 5      | 3 | 0 | 2 | 21:14 | 6 |
| 4.    | Kanada           | 5      | 2 | 1 | 2 | 11:18 | 5 |
| 5.    | BR Deutschland   | 5      | 1 | 1 | 3 | 08:24 | 3 |
| 6.    | Schweden         | 5      | 0 | 1 | 4 | 06:17 | 1 |

## Auszeichnungen
- Bester Torhüter:  Artūrs Irbe
- Bester Verteidiger:  Wladimir Konstantinow
- Bester Stürmer:  Waleri Kamenski

- Bester Spieler:  Wjatscheslaw Bykow
- Bester Trainer:  Dave King
- Bester Scorer:  Waleri Kamenski, 8 Punkte (5 Tore, 3 Vorlagen)

- Fair-Play-Pokal:  Schweden